# NGC 5830
NGC 5830 est une vaste galaxie spirale située dans la constellation du Bouvier. Sa vitesse par rapport au fond diffus cosmologique est de 8 557 ± 7 km/s, ce qui correspond à une distance de Hubble de 126,2 ± 8,8 Mpc (∼412 millions d'al). NGC 5830 a été découverte par l'astronome américain Lewis Swift en 1882.
La classe de luminosité de NGC 5830 est II. Selon la base de données Simbad, NGC 5830 est une radiogalaxie.